# Laphria georgina
Laphria georgina là một loài ruồi trong họ Asilidae. Laphria georgina được Wiedemann miêu tả năm 1821. Loài này phân bố ở vùng Tân Bắc giới.